# Североамериканская глубоководная мерлуза
Североамериканская глубоководная мерлуза (лат. Merluccius albidus) — вид рыб из семейства мерлузовых (Merlucciidae). Обитает в западной Атлантике между 42° с. ш. и 4° с. ш. и между 98° з. д. и 50° з. д. Встречается на глубине до 1170 м. Максимальная зарегистрированная длина 70 см. Размножается икрометанием. Является объектом целевого коммерческого промысла.

## Ареал и среда обитания
Североамериканская глубоководная мерлуза обитает в западной части Атлантического океана от Новой Шотландии и вдоль побережья США, в Мексиканском заливе, за исключением северо-западных берегов Кубы, в Карибском море начиная от Пуэрто-Рико и вдоль побережья Центральной и Южной Америки от Мексики до Французской Гвианы. Частично разделяет ареал с североамериканской мерлузой. Встречается на внешнем кране континентального шельфа и в верхней части материкового склона на глубине 80—1170 м, наиболее распространена в диапазоне 160—640 м. Поскольку этот вид мерлузы ловится как днём, так и ночью, сделано предположение, что он не совершае суточных вертикальных миграций, характерных для прочих представителей рода. На глубине свыше 550 м наблюдается сегрегация по размеру и полу, здесь попадаются только взрослые самки.

## Описание
Тело прогонистое, умеренно сжатое с боков. Голова крупная, уплощённая сверху, её длина равна 26,8—31,7 % длины тела. Рот конечный, челюсти крупные. Нижняя челюсть немного длиннее верхней, усик на подбородке отсутствует. Рыло вытянутое, его длина равна 31,0—37,2 % длины головы. Чешуя на назальной мембране у большинства особей отсутствует. Межглазничное пространство обширное, слегка приподнятое, его ширина составляет 20,8—26,5 %, а диаметр крупных глаз 17,1—27,7 % длины головы. Имеются сошниковые зубы. Первый полный луч спинного плавника гибкий и упругий. Хвостовой плавник обособлен от спинного и анального плавника, второй спинной и анальный плавники примерно одинаковой высоты. Поперечные отростки позвонков у мерлуз расширенные и уплощённые. Жаберные тычинки хорошо развиты, толстые, короткие, с тупыми кончиками. На первой жаберной арке 8—11 жаберных тычинок.
Два раздельных спинных плавника, первый — короткий, высокий, треугольной формы. Второй спинной плавник удлинён и частично разделён неглубокой выемкой, расположенной на расстоянии 1/3 от конца плавника. Анальных плавник похож на второй спинной плавник. Грудные плавники длинные, тонкие и высоко расположенные, достигают до начала анального плавника. Боковая линия почти прямая, в передней части приподнята вверх, состоит из 104—119 чешуй. Зубы на обеих челюстях хорошо развитые, большие и острые, выстроены в два неровных ряда. Внешние зубы мелкие и неподвижно закреплены. Нёбные зубы отсутствуют. Хвостовой плавник меньше головы, с возрастом развилка увеличивается. Дорсальная поверхность тела и головы, за исключением переднего кончика рыла, покрыта мелкой и тонкой циклоидной чешуёй. В первом спинном плавнике 11—13 лучей, во втором спинном 35—40, в анальном 35—41, в грудных плавниках 12—16. Длина грудных плавников равна 16,9—22,3 %, а брюшных 13,8—20,6 % длины тела. Брюшные плавники расположены слегка перед грудными. Задний край хвостового плавника у молодых особей усечённый, а у взрослых слегка вогнутый. Количество позвонков 51—55. Окраска пойманных рыб блежно-жёлтая.
Максимальная зарегистрированная длина 70 см. Средняя длина самцов и самок не превышает 30 см и 45 см.

## Биология
Морские бентопелагические рыбы. Обитают на внешней стороне континентального шельфа и верхней части континентального склона на глубине между 80 и 1170 м, наиболее многочисленны на глубинах 160—640 м.
Совершают суточные вертикальные миграции, поднимаясь в ночные часы ближе к поверхности воды для питания. В состав рациона входят рыбы (в первую очередь миктофовые, сардины и анчоусы) и, в меньшей степени, ракообразные и кальмары. Молодь питается преимущественно креветками.
Нерестятся в летние месяцы вблизи дна на глубине от 330 до 550 м. В Новой Англии нерест наблюдается с апреля до июля, а в Мексиканском заливе и Карибском море — с конца весны до начала осени. Плодовитость оценивается в 340 тысяч икринок.